# Robinson Crusoé (operett)

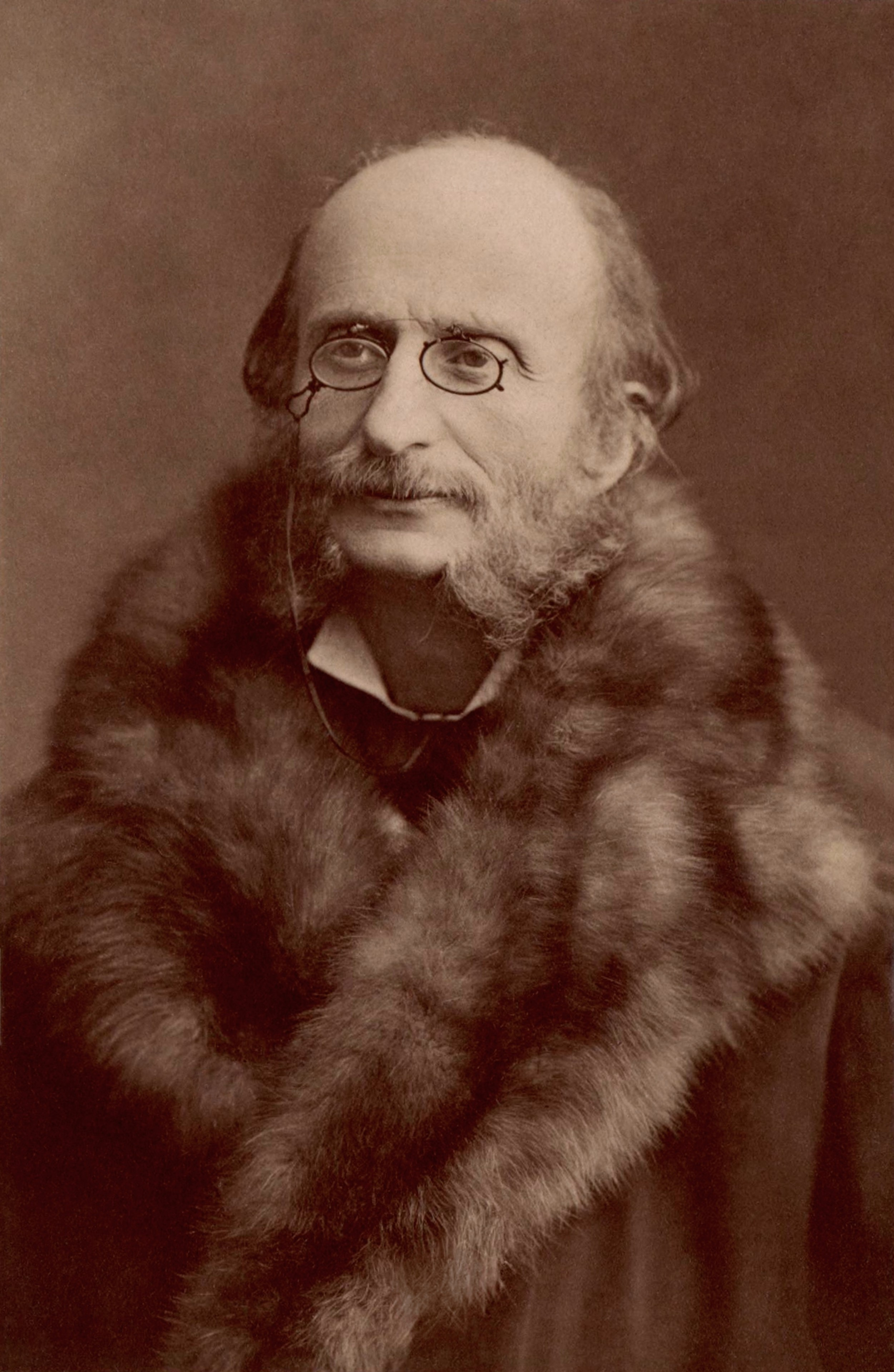
Jacques Offenbach

Robinson Crusoé är en opéra comique i tre akter med musik av Jacques Offenbach och libretto av Eugène Cormon och Hector-Jonathan Crémieux. Den hade premiär i Paris den 23 november 1867.
Författarna hämtade inspiration från 1719 års roman Robinson Crusoe av Daniel Defoe, men verket har mer med brittisk pantomime att göra än med boken i sig. Crusoé överger sin familj i England och flyr till havs. Han lider skeppsbrott på en öde ö med endast sin vän och hjälpreda Fredag som sällskap. Hans fästmö och två tjänare kommer till ön och letar efter honom och efter att undflytt kannibaler och pirater tar de piraternas skepp och seglar hem.
Operetten skrevs för den prestigefyllda teatern Opéra-Comique i Paris. Det var Offenbachs andra verk för teatern efter det mindre lyckade Barkouf sju år tidigare. Musiken är komponerad i en större skala än hans tidigare verk. Robinson Crusoé togs väl emot men spelades endast 32 gånger. Under 1900-talet framfördes först på 1970-talet (i London) och sattes inte upp på Opéra-Comique förrän 1986.

## Historia
I mitten av 1860-talet var Offenbach väl etablerad både i Paris och internationellt med sina opéras bouffes Orfeus i underjorden (1858), Sköna Helena (1864), Pariserliv (1866) och Storhertiginnan av Gerolstein (1867) bland många andra. Alla var stora kassasuccéer men Offenbachs enda verk för den prestigeladdade och statsägda teatern Opéra-Comique, Barkouf (1860), blev ett fiasko hämmat av en handling som Hector Berlioz beskrev som "barnslig". Efter det hade Offenbach hoppats på en triumferande återkomst till Opéra-Comique, vilken hade beställt ett nytt verk av honom för säsongen 1867. Stycket beskrevs som en opéra comique – av samtidens musiketablissemang betraktat som en högre stående genre jämfört med Offenbachs mer vanliga opéra bouffe. Publiken på Opéra-Comique var mer krävande än de på Bouffes-Parisiens, Variétés och andra paristeatrar där Offenbachs verk vanligtvis kunde ses, och Offenbach, fast besluten att inte skrämma bort dem, valde ett välbekant ämne, Robinson Crusoe. Boken var bekant för publiken genom scenversioner, särskilt den av René-Charles Guilbert de Pixérécourt, beskriven i Le Figaro som "en lyckad blandning av Shakespeare och Daniel de Foë"  [sic]. I version skriven av Offenbachs librettister, Eugène Cormon och Hector Crémieux, börjar första akten med en förtroendeingivande borgerlig scen: pappa Crusoé läser Bibeln medan hans fru sitter och spinner. Senare i stycket återfanns den förväntade Cancan och den lika efterfrågade valssången.
Robinson Crusoé hade premiär på Opéra-Comique (Salle Favart), den 23 november 1867. I ensemblen ingick Célestine Galli-Marié, senare världsberömd som den första Carmen. Le Figaro beskrev verket som en "avsevärd succé", där många nummer fick tas om, men stycket spelades endast 32 gånger.
I januari 1868 for Offenbach till Wien för att överantvarda en uppsättning på Theater an der Wien, och verket sattes även upp på Théâtre Royal de la Monnaie i Bryssel månaden därpå. En tysk version var planerad för uppsättning i Darmstadt 1870 men det Fransk-tyska kriget satte stopp för det.

## Personer

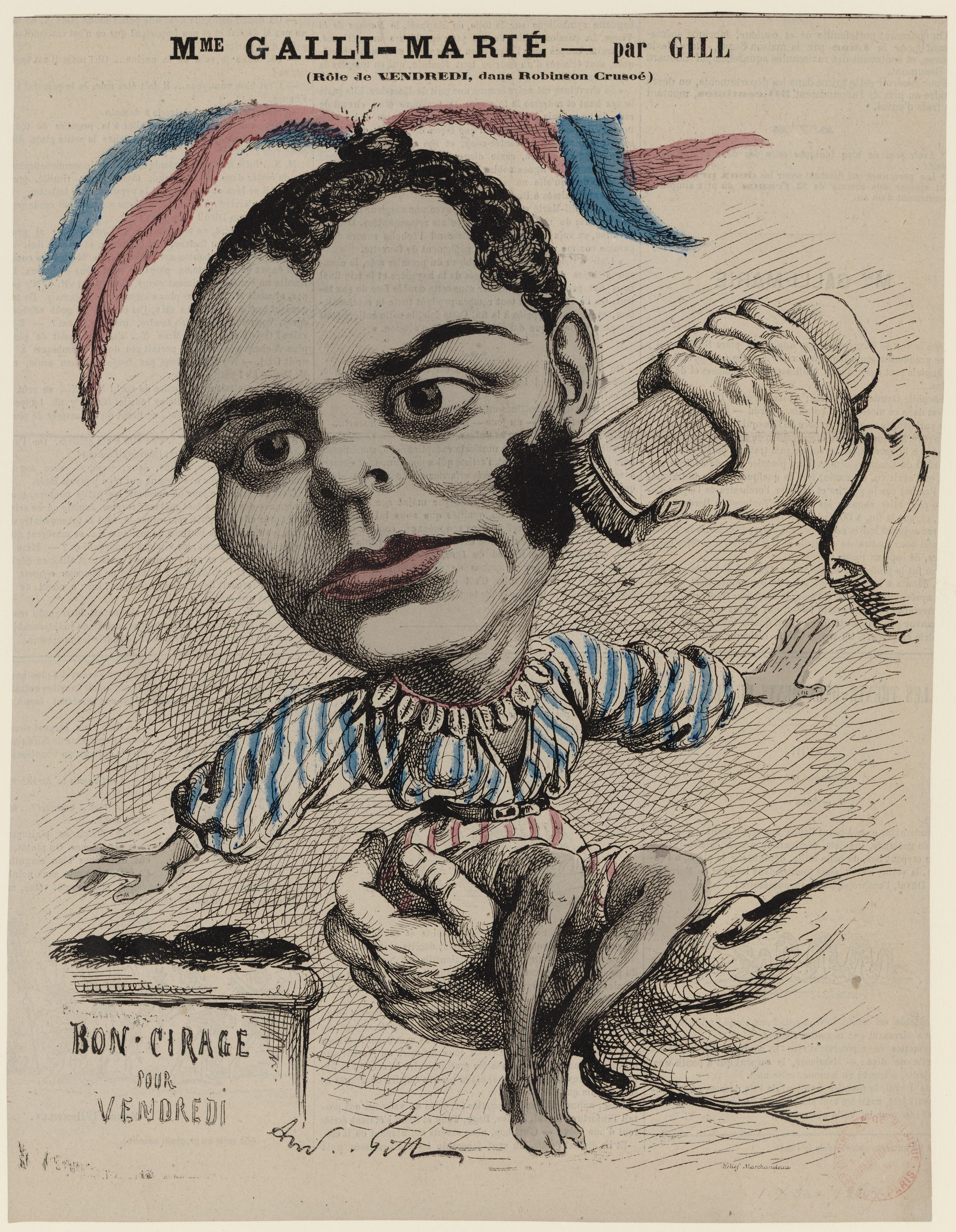
Célestine Galli-Marié som Vendredi; karikatyr av André Gill (1867)

| Roller                                       | Röststämma      | Premiärbesättning 23 november 1867, Dirigent: Jacques Offenbach |
| -------------------------------------------- | --------------- | --------------------------------------------------------------- |
| Robinson Crusoé                              | tenor           | Montaubry                                                       |
| Vendredi (Fredag)                            | mezzosopran     | Célestine Galli-Marié                                           |
| Edwige, Robinsons fästmö                     | koloratursopran | Marie Cico                                                      |
| Suzanne, en tjänarinna                       | sopran          | Caroline Girard                                                 |
| Toby, en tjänare                             | tenor           | Charles-Auguste Ponchard                                        |
| Jim Cocks, en granne, senare kannibalhövding | tenor           | Charles-Louis Sainte-Foy                                        |
| Sir William Crusoé                           | bas             | Crosti                                                          |
| Lady Deborah Crusoé                          | mezzosopran     | Antoinette-Jeanne Révilly                                       |
| Will Atkins                                  | bas             | François Bernard                                                |
| Sjömän, infödingar, etc                      |                 |                                                                 |

## Handling

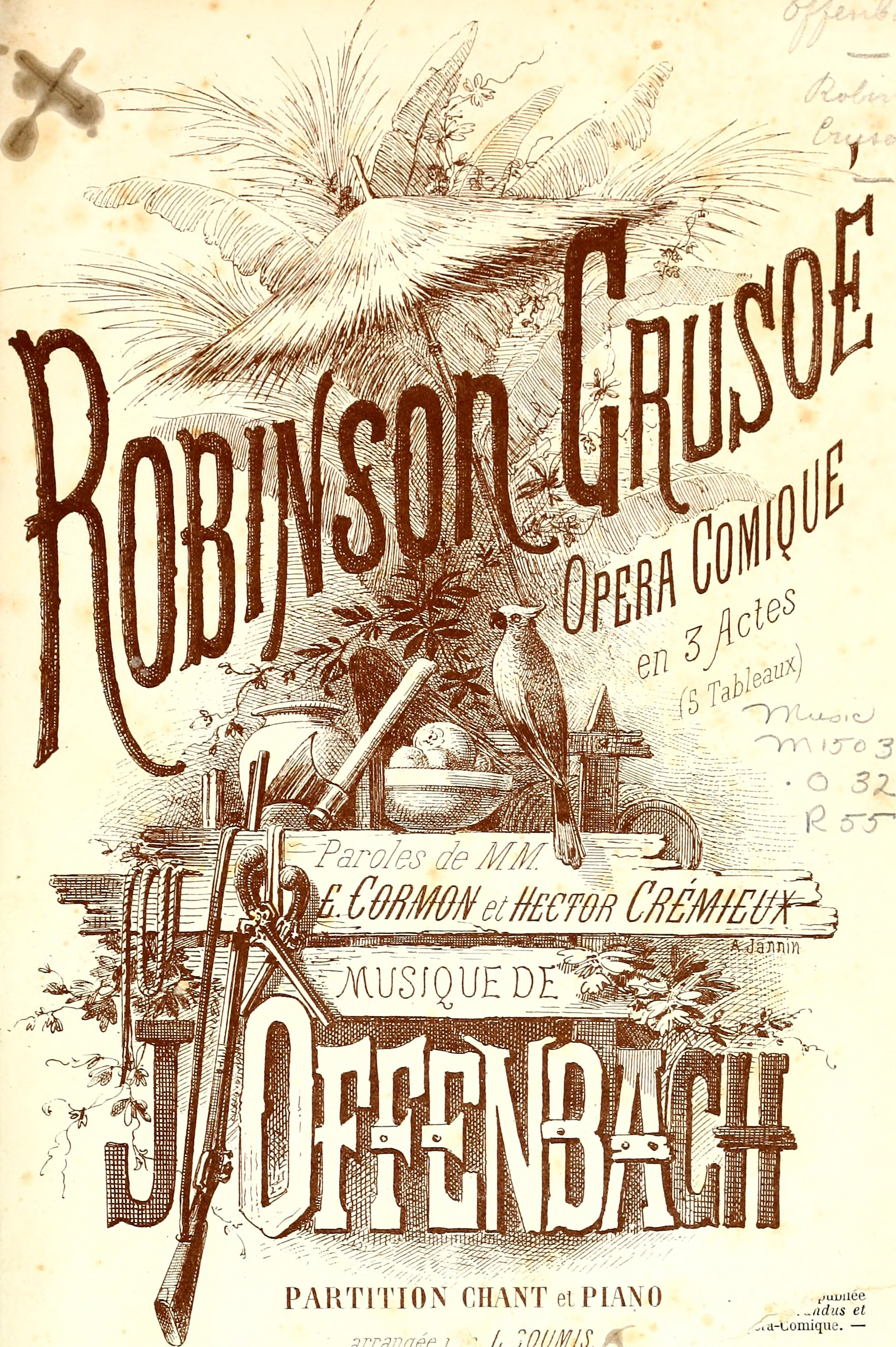
Framsida till klaverutdraget 1867.

### Akt 1
Hemma hos familjen Crusoé i Bristol förbereder Lady Crusoé, hennes niece Edwige och husan söndagens te medan Sir William läser högt om Liknelsen om den förlorade sonen ur  sin Bibel. Sonen Robinson kommer osedvanligt sent men såsom ett bortskämd endabarn lyckas han övertala sin föräldrar att förlåta honom. I smyg berättar han för tjänare Toby att han har bokat en resa till Sydamerika för dem båda samma natt. Edwige inser att hon är kär i Robinson och ber honom att stanna. Han är frestad men hon inser att hon kommer att förlora honom om han inte fullföljer sin dröm. På Suzannes inrådan avstår Toby från resan och Robinson får ensam söka lyckan.

### Akt 2
Sex år senare befinner sig Robinson på en öde ö vid floden Orinocos flodmynning. Han lyckades fly från pirater som anföll skeppet och nu har han endast en vän, Fredag, som han tidigare räddade från att offras till gudarna av en kannibalstam på ön. Robinson drömmer om Edwige och försöker förklara sina känslor för Fredag.
På en annan del av ön har just Edwige, Suzanne och Toby anlänt för att leta efter Robinson. De har också attackerats av piraterna men lyckats fly. Toby och Suzanne tas till fånga av kannibalerna och de möter sin gamle granne från Bristol Jim Cocks. Han hade rymt till sjöss tio år tidigare och efter att tillfångatagits av kannibalerna har han nu blivit deras kock. Glatt berättar han för Suzanne och Toby att de står på kvällens meny. I solnedgången förs Edwige in av infödingarna, som tror att hon är en vit gudinna. Hon ska offras till deras gud Saranha. Fredag ser allt i smyg och fascineras av Edwige. När bålet tänds avfyrar han Robinsons pistol varpå infödingarna flyr och han räddar Edwige, Suzanne, Toby och Jim Cocks.

### Akt 3
Dagen därpå upptäcker Robinson att Edwige sover i hans hydda och de faller i varandras armar. Fredag förklarar att piraterna har övergett deras skepp. De tar chansen och försöker ta tillbaka skeppet medan piraterna festar och dansar. Robinson låtsas vara galen och lurar piraterna med en historia om en skatt som är nedgrävd i djungeln. Piraterna ger sig av för att finna den men tas till fånga av kannibalerna. Robinson skjuter ett skott och piraterna ber om att bli räddade. Robinson går med på det och alla seglar hem till Bristol. Piratkaptenen viger Robinson och Edwige.

## Musiknummer

### Akt 1
- Ouvertyr
- Inledning – "Et la maison était calme et prospère"
- Air de Robinson – "Voir, c'est avoir; allons courir"
- Ensemble – "A table donc, on fait grâce"
- Ronde – "Debout, c'est aujourd'hui dimanche"
- Ariette – "Tom était un danseur ingambe"
- Quatuor – "Ne le voyez-vous pas?"
- Romance – "S'il fallait qu'aujourd'hui"
- Ensemble – "Le voilà pris!"
- Duo – "Apprenez, mon cousin"
- Rondo – "Mon bon ami, j'ai réfléchi"
- Prière – "Seigneur, que ses jours soient bénis"
- Final – "Edwige, adieu"

### Akt 2, scen 1
- Entr'acte symphonique
- Grand air de Robinson – "Au seul bruit de mes pas … Salut, chaumière"
- La chanson de Vendredi – "Tamayo, mon frère"
- Duo – "Mon âme à ses regrets ne veut plus se rouvrir"
- Scène et rêve – "Le soleil fuit, l'ombre s'avance"

### Akt 2, scen 2
- Entr'acte – Marche des sauvages and Lever de rideau
- Mélodrame
- Chanson du pot-au-feu – "Je prends un vase de terre"
- Duo – "O mon Toby, mon doux ami"
- Mélodrame
- Choeur dansé – "Allons, guerriers des plages désertes"
- Scène – "Femmes, amenez la belle fiancée"
- Valse chantée – "Conduisez-moi vers celui que j'adore"

### Akt 3, scen 1
- Entr'acte
- Berceuse – "Beauté qui viens des cieux"
- Ariette – "Oui, c'est un brun, mais c'en est un"
- Trio – "Âme de mon âme"
- Sextuor – "Terrible homme des bois"
- Romance – "Je veux partir, bénissez-moi"
- Couplets – "Maître avait dit à Vendredi"
- Quatuor – "Veux-tu, mon bonhomme"

### Akt 3, scen 2
- Mélodrame
- Choeur de matelots – "Buvons, chantons"
- Scène – "Le chant des Tamayos"
- Final – "Partons, amis"